# Sarah Fahr
Sarah Luisa Fahr (ur. 12 września 2001 w Kulmbach) – włoska siatkarka pochodzenia niemieckiego, reprezentantka kraju, grająca na pozycji środkowej. 

## Sukcesy klubowe
Superpuchar Włoch:
- 2020, 2021, 2022[3], 2023[4], 2024[5]

Puchar Włoch:
- 2021, 2022[6], 2023[7], 2024[8], 2025[9]

Mistrzostwo Włoch:
- 2021, 2022[10], 2023[11], 2024[12], 2025[13]

Liga Mistrzyń:
- 2021, 2024[14], 2025[15]
- 2022[16]

Klubowe Mistrzostwa Świata:
- 2022[17], 2024[18]
- 2021

## Sukcesy reprezentacyjne
Mistrzostwa Europy Kadetek:
- 2017

Olimpijski Festiwal Młodzieży Europy:
- 2017

Mistrzostwa Świata Kadetek:
- 2017

Mistrzostwa Europy Juniorek:
- 2018

Mistrzostwa Świata:
- 2018

Volley Masters Montreux:
- 2019

Mistrzostwa Europy:
- 2021
- 2019

Liga Narodów:
- 2024[19], 2025[20]

Igrzyska Olimpijskie:
- 2024[21]

## Nagrody indywidualne
- 2017: Najlepsza środkowa Mistrzostw Świata Kadetek
- 2018: Najlepsza środkowa Mistrzostw Europy Juniorek
- 2019: Najlepsza środkowa turnieju Volley Masters Montreux
- 2024: Najlepsza środkowa turnieju finałowego Ligi Narodów[22]
- 2024: MVP Superpucharu Włoch
- 2024: Najlepsza środkowa Klubowych Mistrzostw Świata[23]